# ジョレス・アルフョーロフ
ジョレス・イヴァノヴィチ・アルフョーロフ（ロシア語: Жоре́с Ива́нович Алфёров, tr. Zhores Ivanovich Alfyorov ジァリェース・イヴァーノヴィチ・アルフョーラフ；ラテン文字転写の例:ラテン語: Zhores Ivanovich Alferov、1930年3月15日 - 2019年3月1日）は、ヘテロ接合の物理学に多大な貢献を残したロシア人物理学者である。

## 人物
白ロシア・ソビエト社会主義共和国（ベラルーシ）のヴィーツェプスクで、ロシア人とユダヤ人の家系を引く家庭に生まれた。1952年、彼はレニングラードのレーニン電子技術研究所を卒業した。1953年からはソ連科学アカデミーのヨッフェ物理学技術研究所で職に就き、この研究所でいくつかの学位を得た。
1961年には工学の学位の候補者となり、1970年には物理学と数学の博士号を取得した。1987年から2003年まで、この研究所の監督を務めた。1972年にソ連科学アカデミーの補助会員に選ばれ、1979年に正会員に選ばれた。1989年からロシア科学アカデミーの副会長とサンクトペテルブルク科学センターのセンター長を務めている。
1995年からはロシア連邦共産党に所属してロシア連邦議会上院連邦会議代議員に選出された。2000年に高速エレクトロニクスおよび光エレクトロニクスに利用される半導体ヘテロ構造の開発の功績により、ハーバート・クレーマーとともにノーベル物理学賞を授与された。
2019年3月1日MSK(3月2日JST)、サンクトペテルブルクに於いて逝去、88歳。

## 研究領域
1962年より、ヘテロ接合半導体の研究に携わっている。彼はインジェクションの形状を考案したり、レーザー、太陽電池、LEDを改良したり、エピタキシャル成長の研究を行うなどの業績を残した。

## 受賞歴

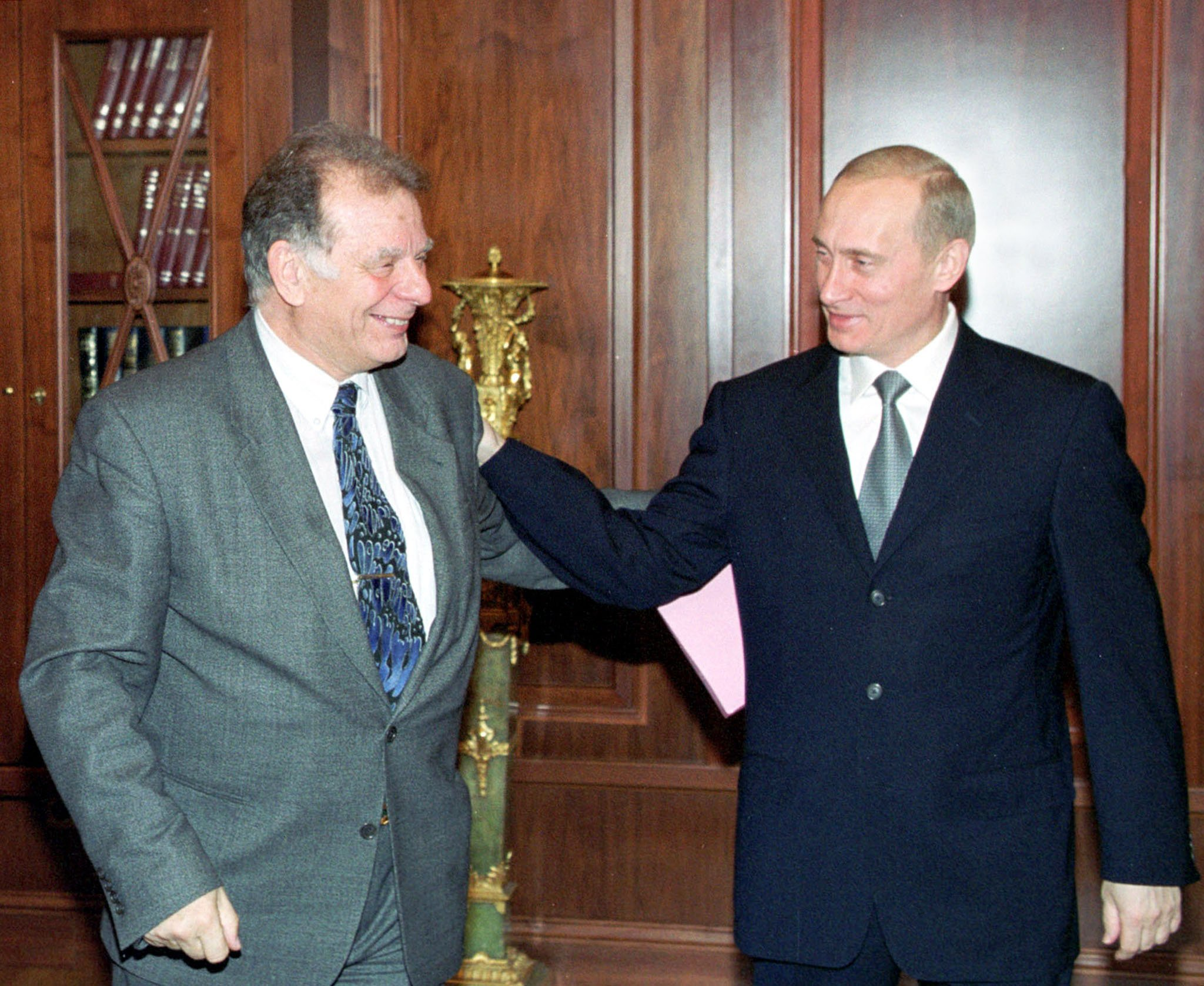
アルフョーロフ（左）とウラジーミル・プーチンロシア大統領（2000年）

- スチュアート・バレンタイン・メダル（1971年）
- レーニン賞（1972年）
- EPS欧州物理学賞（1978年）
- ソビエト連邦国家賞（1984年）
- ヴェルカー賞（1987年）
- デミドフ賞（1999年）
- ノーベル物理学賞（2000年）
- 京都賞先端技術部門（2001年）
- 国際光工学会ゴールドメダル（2002年）